# Magnum Comics
Magnum Comics var en svensk serietidning med äventyrs-, action- och science fictionserier som utgavs av Pandora Press och Atlantic Förlags åren 1988–1997.  Vilka serier som funnits i magasinet har varierat från år till år. Exempel på serier i detta magasin är Judge Dredd och en serie innehållande både Aliens och Predator. Båda dessa serier har gett upphov till filmer.

## Utgivna nummer
- 1988: 1 - 9
- 1989: 1 - 18
- 1990: 1 - 13
- 1991: 1 - 13
- 1992: 1 - 13
- 1993: 1 - 7
- 1994: 1 - 10
- 1995: 1 - 6
- 1996: 1 - 12
- 1997: 1 - 9

## Publicerade serier, i urval
- Ace Trucking Co
- Akira av Katsuhiro Otomo
- Axa av Enric Badía Romero
- Batman av Simon Bisley m.fl.
- Bernard Prince av Greg och Hermann
- Big Dave
- Blondinen
- Bogie Man
- Bozz
- Bruno Brazil av Hermann
- Cat Claw av Bane Kerac
- Car Warriors av Chuck Dixon
- Claudia Brücken
- Death av Neil Gaiman m.fl.
- Delta 99
- Dick Herisson
- Dieter Lumpen
- Doktor Sfinx
- Dragger
- Earthspace
- Frank Cappa
- Gringos
- Hellblazer
- Hombre
- Jerome Block
- JT-Freud av Pidde Andersson, Jens Jonsson och Magnus"Mojo"Olsson.
- Judge Anderson
- Judge Dredd
- Kristallskallen
- Liftarens Guide till Galaxen
- Lobo av Simon Bisley m.fl.
- Miguel Muerte
- Mutant Chronicles
- Nan-Hai
- Ozono
- Osynliga Handen
- Peter Kampf visste
- Pollux av Manfred Sommer
- Preacher av Garth Ennis och Steve Dillon
- Punisher
- Remo baserad på böckerna av Warren Murphy och Richard Sapir
- Skizz av Alan Moore
- Steve Canyon av Milton Caniff
- Stjärnornas fångar
- Stormy & Iceberg
- Swifty's Return
- Taxi
- The Trouble with Girls
- Tyranny Rex
- Valhardi
- Vamp
- Vamps
- V for Vendetta av Alan Moore
- White Trash
- Zenith av Grant Morrison

 Artikeln var, i den version den hade den 26 maj 2008 kl. 15.44 (CEST), helt eller delvis hämtad från Seriewikin (hos Seriefrämjandet): Magnum Comics